# Kim Gordon

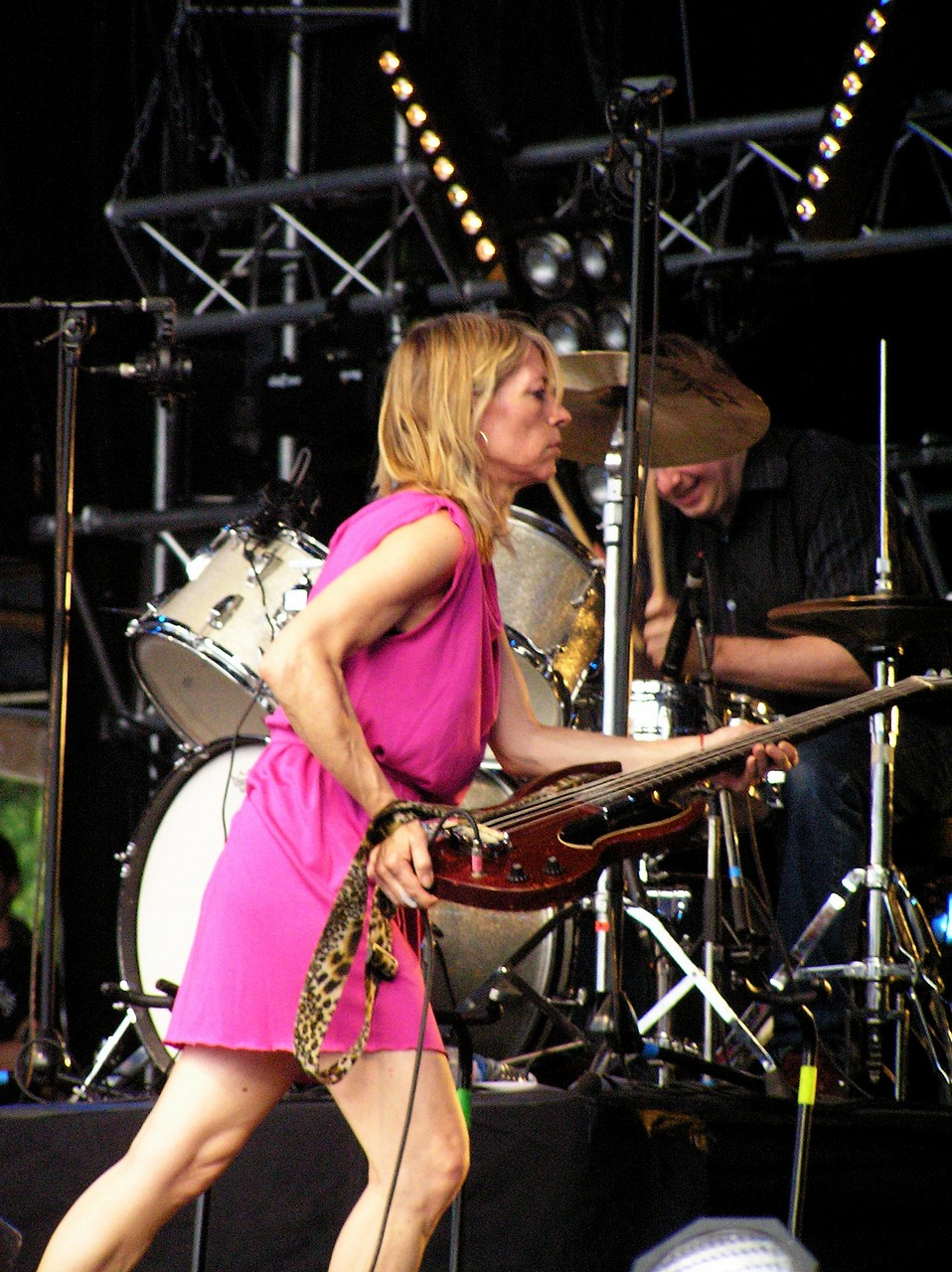
Kim Gordon

Kim Gordon (Rochester (New York), 28 april 1953) is een Amerikaanse zangeres, bassiste en componiste, samen met Lee Ranaldo en Thurston Moore mede-oprichtster van de noiseband Sonic Youth.

## Biografie
Ze studeerde aan het Otis College of Art and Design in Los Angeles en was in de vroege jaren tachtig werkzaam voor diverse galeries waaronder de Annina Nosei Gallery en White Columns. Als kunstcriticus schreef zij artikelen voor Art Forum, ZG Magazine, Real Life en diverse catalogi. Naast Sonic Youth speelt Gordon ook in de gelegenheidsformatie Harry Crews samen met Lydia Lunch en in Free Kitten en werkte samen met Ikue Mori, Kurt Cobain, DJ Olive, William Winant, Alan Licht en Chris Corsano. Ze produceerde tevens het debuutalbum van Hole in 1991 en speelde later mee in Gus van Sants Last Days als een vriendin van het hoofdpersonage, dat gebaseerd is op Kurt Cobain. Ze regisseerde de videoclip van Cannonball voor The Breeders.
In 1994 startte ze X-Girl, een kledinglijn gespecialiseerd in skatemode voor tienermeisjes.
In het in 1995 verschenen fotoboek 'New York Girls' van de Cinema of Transgression-cult filmer en fotograaf Richard Kern staat een interview met Kern afgenomen door Gordon.
In 1996 werkte Gordon mee aan de expositie ‘Baby Generation’ in Parco Gallery in Tokyo, Japan waarop Gordon deelnam in de expositie ‘I Love New York’ in het Museum Ludwig in Keulen. In 2000 maakte zij als gastconservator onder de titel 'Kims Bedroom' een groepstentoonstelling voor MU in Eindhoven.
In 2008 heeft Gordon van 18 april tot 15 juni de tentoonstelling 'Sway: A Way In' van een serie aquarellen die een onderdeel vormen van een installatie in het Glaspaleis in Heerlen. Bij de tentoonstelling verschijnt een kunstenaarsboek in beperkte oplage.

## Discografie

### Harry Crews
- Naked In Garden Hills, 1989 (met Lydia Lunch en Sadie Mae)

### Free Kitten
| Titel                 | Verschijningsdatum | Label           |
| Unboxed               | 1994               | Wiiija          |
| Nice Ass              | 1995               | Kill Rock Stars |
| Sentimental Education | 1997               | Kill Rock Stars |

### Kim Gordon
| Titel          | Verschijningsdatum | Label           |
| No Home Record | 2019               | Matador Records |